# GNU Screen
GNU Screen는 여러 가상 콘솔을 다중화하는데 쓰이는 응용 소프트웨어이자 터미널 다중화기이다. 사용자가 하나의 터미널 창 안에서 별도의 로그인 세션 여러 개에 접근할 수 있고, 또 터미널로부터 세션을 제거하거나 재부착할 수 있다. 명령 줄 인터페이스로부터 여러 개의 프로그램들을 다룰 때, 프로그램을 실행한 유닉스 셸의 세션으로부터 프로그램을 분리시킬 때, 특히 사용자가 접속이 끊어져 있는 상태에서도 원격 프로세스의 실행을 지속시키고자 할 때 유용하다.
GNU GPL 버전 3 이상의 조항에 의거하여 출시된 GNU Screen은 자유 소프트웨어이다.

## 역사
Screen은 Oliver Laumann과 Carsten Bormann이 설계하였으며, 1987년에 출시되었다.
디자인 기준은 VT100 에뮬레이션(ANSI X3.64 (ISO 6429) 및 ISO 2O22 포함)을 포함하였으며 문자 기반의 터미널 위주로 극심하게 사용할 경우 상당한 성능을 보여준다.

## 같이 보기
- xpra
- tmux